# Ashowat
Ashowat (na jeziku Mohegana, “place between”), nekadašnje selo Mohegan Indijanaca. Nalazilo se između Amstona i Federala, na području današnjeg okruga Tolland